# Lago Zaysan
El lago Zaysán o lago Zaisán (en kazajo: Зайсан көлі; en ruso: озеро Зайсан) es un lago de agua dulce situado en el extremo este de Kazajistán, entre las montañas del macizo de Altái, al norte, y las montañas Tarbagatai, al sur, a unos 60 km de la frontera con China.
Situado originalmente a 386 metros de altitud, ha aumentado de tamaño de forma considerable por la construcción aguas abajo en el río Irtysh de la gran presa de la central hidroeléctrica Bujtarmínskaya, que creó así la reserva acuática del río Bujtarmá. Antes de su ampliación, el lago tenía una superficie de 1.860 km², con 100 kilómetros de longitud, y una anchura de 32 km, y su profundidad media era de 8 metros. El nivel del lago ha crecido y ahora es parte del gran embalse de Bujtarmá (con 5 490 km², el 5º mayor del mundo por superficie y el 21.º por volumen).
La pesca es abundante en el lago. Generalmente está congelado desde principios de noviembre hasta finales de abril.

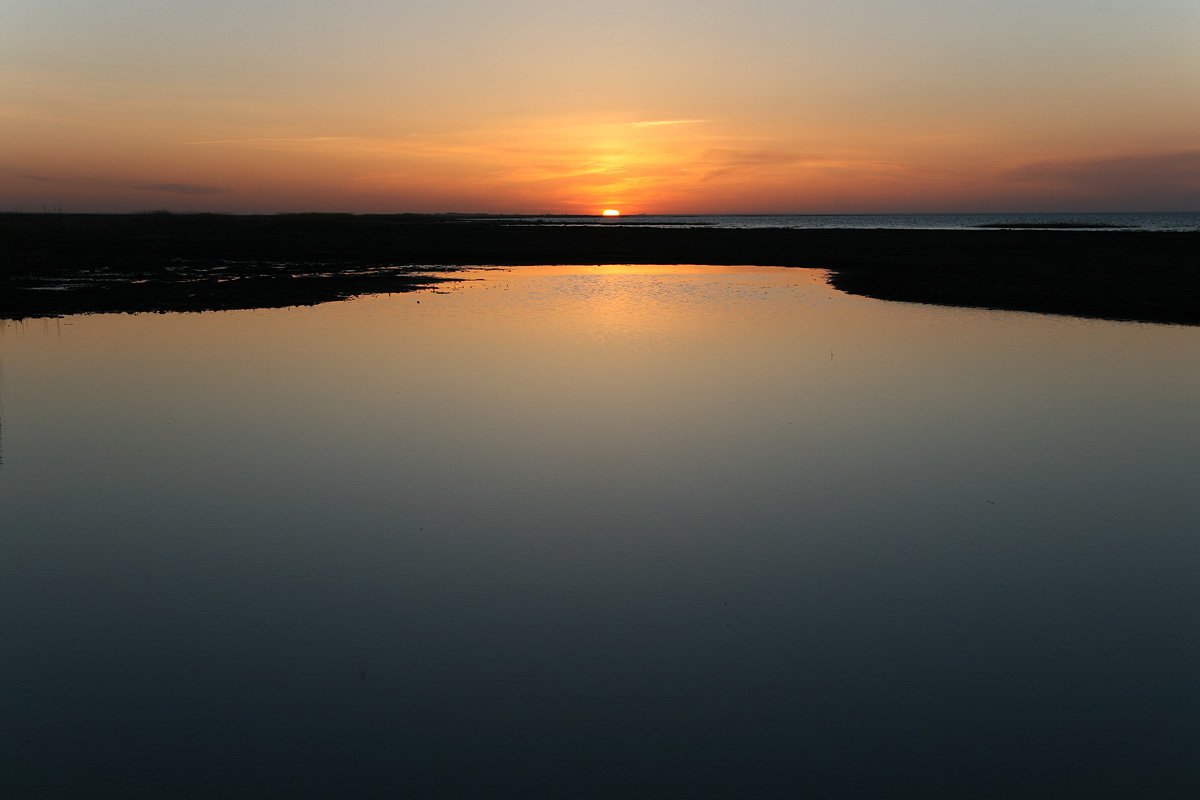
Imagen del lago Zaysán.

- Datos: Q216621
- Multimedia: Lake Zaysan / Q216621